# 차라강

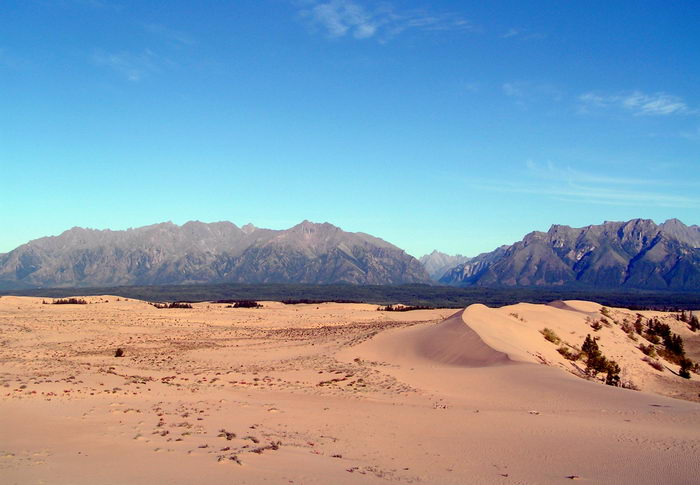
시베리아의 사막 차라 샌드는 차라강 주변에 위치해 있다. 코다산맥이 뒷편에 보인다.

차라강(Чара)은 올료크마강의 지류로, 길이는 851 km이다.